# Combretum argenteum
Combretum argenteum là một loài thực vật có hoa trong họ Trâm bầu. Loài này được Bertol. mô tả khoa học đầu tiên năm 1846.